# Полякова, Нонна
Нонна Полякова (5 августа 1930, Владивосток, Дальневосточный край — март 1999, Владивосток), в девичестве Шиянова — советская легкоатлетка, специалистка по бегу на короткие дистанции. Выступала за сборную СССР по лёгкой атлетике в 1950-х и 1960-х годах, чемпионка Европы, победительница и призёрка первенств всесоюзного значения. Представляла спортивное общество «Спартак».

## Биография
Нонна Шиянова родилась 5 августа 1930 года во Владивостоке.
Занималась лёгкой атлетикой с 1948 года, сначала во Владивостоке, затем проживала в Нальчике и Днепропетровске. Выступала за добровольное спортивное общество «Спартак».
Впервые заявила о себе на всесоюзном уровне в сезоне 1952 года, когда на чемпионате СССР в Ленинграде с командой «Спартака» выиграла бронзовые медали в эстафетах 4 × 100 и 4 × 200 метров.
В 1954 году на чемпионате СССР в Киеве вновь стала бронзовой призёркой в эстафете 4 × 100 метров.
В 1958 году взяла бронзу в беге на 100 метров на чемпионате СССР в Таллине, выступила в матчевой встрече со сборной США в Москве. Принимала участие в чемпионате Европы в Стокгольме — в программе эстафеты 4 × 100 метров вместе с соотечественницами Верой Крепкиной, Линдой Кепп и Валентиной Масловской превзошла всех соперниц и получила золотую награду. Также в этом сезоне одержала победу на проводившемся отдельно чемпионате СССР по эстафетному бегу в Тбилиси.
В 1959 году участвовала в матчевой встрече со сборной США в Филадельфии, где выиграла эстафету 4 × 100 метров, а в дисциплине 200 метров финишировала четвёртой. На чемпионате страны в рамках II летней Спартакиады народов СССР в Москве взяла бронзу в индивидуальном беге на 100 метров и получила серебро в эстафете 4 × 100 метров.
В 1960 году выиграла бронзовую медаль в эстафете 4 × 200 метров на чемпионате СССР по эстафетному бегу в Киеве.
На чемпионате СССР 1961 года в Тбилиси с командой Украинской ССР стала бронзовой призёркой в эстафете 4 × 100 метров.
После завершения спортивной карьеры вернулась во Владивосток, работала тренером, участвовала в региональных соревнованиях по лёгкой атлетике в качестве судьи.
Умерла в марте 1999 года во Владивостоке в возрасте 68 лет.